# 渓湖区
渓湖区（けいこ-く）は中華人民共和国遼寧省本渓市に位置する市轄区。

## 行政区画
10街道弁事処を管轄する。
- 街道弁事所：河東街道、河西街道、彩屯街道、彩北街道、竪井街道、東風街道、石橋子街道、日月島街道、張其寨街道、火連寨街道

## 交通

### 鉄道
- 中国国家鉄路集団
  - 瀋丹旅客専用線

（瀋陽方面）- 本渓新城駅 -（丹東方面）
  - 瀋丹線

（瀋陽方面）- 歪頭山駅 - 石橋子駅 -（丹東方面）

### 道路
- 高速道路
  - 丹阜高速道路
- 国道
  - G304国道